# Смоли карбамідоформальдегідні
Смоли карбамідоформальдегідні (рос. смолы карбамидоформальдегидные; англ. carbamide formaldehyde resins; нім. Karbamidformaldegidhärze n pl) – продукти поліконденсації карбаміду з формальдегідом. Використовуються для ізоляції припливу пластової води в нафтових і газових свердловинах. 
Синоніми і аналоги – карбамідні смоли, сечовиноформальдегідні смоли.